# Marjan Schultz
Franz Marjan Schultz (* 27. November 1892 in Lampasch, Kreis Preußisch Eylau; † 1942 in Königsberg (Preußen)) war ein deutscher Verwaltungsjurist und Kommunalbeamter in Königsberg.

## Leben
Schultz studierte an der Albertus-Universität Königsberg Rechtswissenschaft und wurde 1923 zum Dr. iur. promoviert. Nach der Assessorprüfung war er Richter am Insterburg. Er wechselte als Magistratsrat in die Stadtverwaltung Königsberg. Seine Lebensaufgabe wurde die Verwaltung des Königsberger Hafens. Ab 1923 war er Geschäftsführer der Hafenbetriebsgesellschaft. Als Betriebsführer der Hafengesellschaft machte er den Hafen in betriebstechnischer Hinsicht so funktionstüchtig, dass er schließlich allen Aufgaben im Zweiten Weltkrieg gewachsen war. Die Hafenbecken wurden auf 8 m vertieft. Neben seiner Stellung als Hafendirektor war Schultz Leiter der Reichsverkehrsgruppe Seeschiffahrt. Vor 1930 sorgte er für den Bau eines Verwaltungsgebäudes und zweier Speicher am Hafenbecken III. Das Haus der Stauer bei der Festung Groß Friedrichsburg war ihm zu verdanken. Er starb mit 50 Jahren während des Krieges. Seit 1925 war er mit der Lehrerin Liselotte Hörkendorff verheiratet. Der gemeinsame Sohn Reinhold wurde in Hannover Diplom-Ingenieur.